# Frauenwahlrecht in Ostasien

Ostasien (im engeren Sinne)

Das Frauenwahlrecht in Ostasien, also in Nordkorea, Südkorea, Japan und China, wurde erst nach dem Zweiten Weltkrieg erreicht. Das Frauenwahlrecht in Japan war Teil der demokratischen Verfassung, die auf die amerikanische Besatzung nach 1945 zurückgeht. Am 12. Dezember 1945 wurden das aktive und passive Frauenwahlrecht in Japan für das Unterhaus, am 24. Februar 1947 für das Oberhaus eingeführt. Die japanische Kolonialherrschaft über Korea endete erst 1945. In Südkorea wurden aktives und passives Frauenwahlrecht am 17. Juli 1948 Gesetz, in Nordkorea schon vor der Unabhängigkeit, nämlich am 30. Juli 1946. 
In China begannen viele Frauen schon kurz nach der von Sun Yat-sen geführten Revolution von 1911, nach dem Wahlrecht zu rufen. Im selben Jahr garantierte die Guangdong Provinzversammlung ihnen dieses Recht. Zehn Frauen wurden 1912 in diese Versammlung gewählt. Dies waren die ersten Frauen, die in Asien in ein öffentliches Amt gewählt wurden. An den ersten Wahlen nach der chinesischen Verfassung 1947–1948 nahmen Frauen erstmals in der Geschichte Chinas an nationalen Wahlen teil. Am 1. Oktober 1949 wurde die Volksrepublik China errichtet und das allgemeine aktive und passive Wahlrecht für beide Geschlechter garantiert.

## Untersuchung möglicher Einflussfaktoren auf die politische Repräsentation von Frauen

### Krieg und neue Verfassungen
Krieg und die anschließende Ausarbeitung neuer Verfassungen brachte häufig die Einführung des Frauenwahlrechts mit sich, und zwar unabhängig von der neuen Ausrichtung des Staates: In China war es ein kommunistischer Staat, in Indien eine Demokratie.

### Verbindung von veränderter Frauenrolle, Nationalismus und Fortschritt
In China waren die politischen Aktivitäten von Frauen immer mit Nationalismus und der Überzeugung verbunden, dass die Unterdrückung von Frauen, die sich in der Tradition des Füßebindens konkretisierte, ein Hindernis für den Fortschritt der Nation sei. Diese Haltung der Frauen steht im Gegensatz zu der etwa in Großbritannien oder Frankreich herrschenden Meinung, wo das Establishment es als Teil der nationalen Mission ansah, Frauen in ihren traditionellen Rollen zu belassen. Die Angelegenheiten der Frauen wurden auch nicht wie im Westen an den Rand gedrängt. Daher waren Frauen ein wichtiger Teil der revolutionären Bewegung von 1911, die zum Sturz der Qing-Dynastie und zur Gründung der Republik China führte: Frauen schmuggelten Waffen, platzierten Sprengstoff und bildeten Kampfeinheiten. Sie sahen Parallelen zwischen ihrer Unterdrückung durch die Männer und der Unterdrückung der einheimischen chinesischen Han-Bevölkerung, die die Mehrheit stellten, durch die Quings, die dem Volk der Mandschu angehörten. Wie auch in Europa und Indien lässt sich in China zeigen, dass das Frauenwahlrecht in einer Zeit der nationalen Erhebung und der Verfassungsänderung zum drängenden Thema wurde. Wie das Beispiel von Xiang Jingyu zeigt, war der Zugang von Frauen zu Führungspositionen innerhalb der Bewegung schwierig und nicht unabhängig von der Verbindung mit einem mächtigen Mann.
Die Nationalisten hatten den chinesischen Frauen das Wahlrecht unter historischen Begleitumständen verschafft, die sich auch in anderen Staaten positiv auf das Frauenwahlrecht auswirkten: nach einer großen nationalen Erhebung – im Falle Chinas Bürgerkrieg und feindliche Invasion. Dieses Muster findet sich in Afrika und, als Teil des Versuchs, einer kommunistischen Bedrohung zu begegnen, auch in Skandinavien und den Niederlanden.
Die chinesischen Kommunisten belohnten die chinesischen Frauen, sobald sie an der Macht waren. Ähnlich erklärten auch die deutschen Sozialdemokraten auf dem Erfurter Parteitag 1891 das Frauenwahlrecht zu einem ihrer Ziele. In Maos Schriften finden sich schon sehr früh Verbindungen zwischen den revolutionären Gedanken und der Stellung der Frau in China, doch die starre Doktrin, dass das Volk die Macht haben solle, stand der Umsetzung lange im Weg. Die Kommunisten ebneten den Weg für das Frauenwahlrecht schließlich nicht deshalb, weil sie der Demokratie vertrauten, sondern weil sie an die Macht der Masse glaubten.

### Ausländische Einflüsse
Die chinesische Frauenwahlrechtsbewegung war vermutlich die einzige weltweit, die der Linie von Emmeline Pankhurst folgte und die Zerstörung von Eigentum für ihr Ziel einsetzte. Aletta Jacobs hatte auf ihren Reisen 1912 chinesische Aktivistinnen getroffen und berichtet, dass nach deren Aussagen die Ursache für dieses radikale Vorgehen bei der chinesischen Presse zu finden sei, die nicht über weltweiten Feminismus, sondern nur über die Kampfstrategien der britischen Suffragetten berichtete. Somit hätten sich die Chinesinnen nur an diesen Vorbildern orientieren können.

## Einzelne Staaten

### Nordkorea
Schon vor der Unabhängigkeit 1948 wurde das aktive und passive Frauenwahlrecht unter alliierter Verwaltung im Gesetz zur Gleichheit der Geschlechter garantiert, das am 30. Juli 1946 eingeführt wurde.
Die erste Wahl von Frauen ins nationale Parlament erfolgte im August 1948. Es wurden 69 Frauen gewählt.

### Südkorea
Aktives und passives Frauenwahlrecht wurden am 17. Juli 1948 Gesetz.
Die erste Wahl einer Frau ins nationale Parlament, Yim Yong-sin Louise, erfolgte 1949.